# Vitaly Novich
Vitaly Novich (Riga, Letonia, 5 de mayo), es un cantante nacido en Riga - Letonia radicado en Latinoamérica, que interpreta temas de género urbano.

## Historia
Vitaly Novich es hijo de madre Rusa y padre Peruano, a temprana edad dejó Letonia y se instaló en Latinoamérica. Su padre es el reconocido productor musical Erwin Kermer, quién lo incentivó en el mundo artístico desde pequeño. Estudió canto con el tenor lírico Andrés Veramendi, quien acento las bases de la técnica vocal.  
A inicios del 2014 se lanza como solista, empezando a grabar el primer material discográfico titulado "Como tu". Esta producción cuenta con canciones de género tropical con el tema promocional Como tú del reconocido compositor ganador del Festival Internacional de Viña del Mar - Carlos Rincón Ruiz.

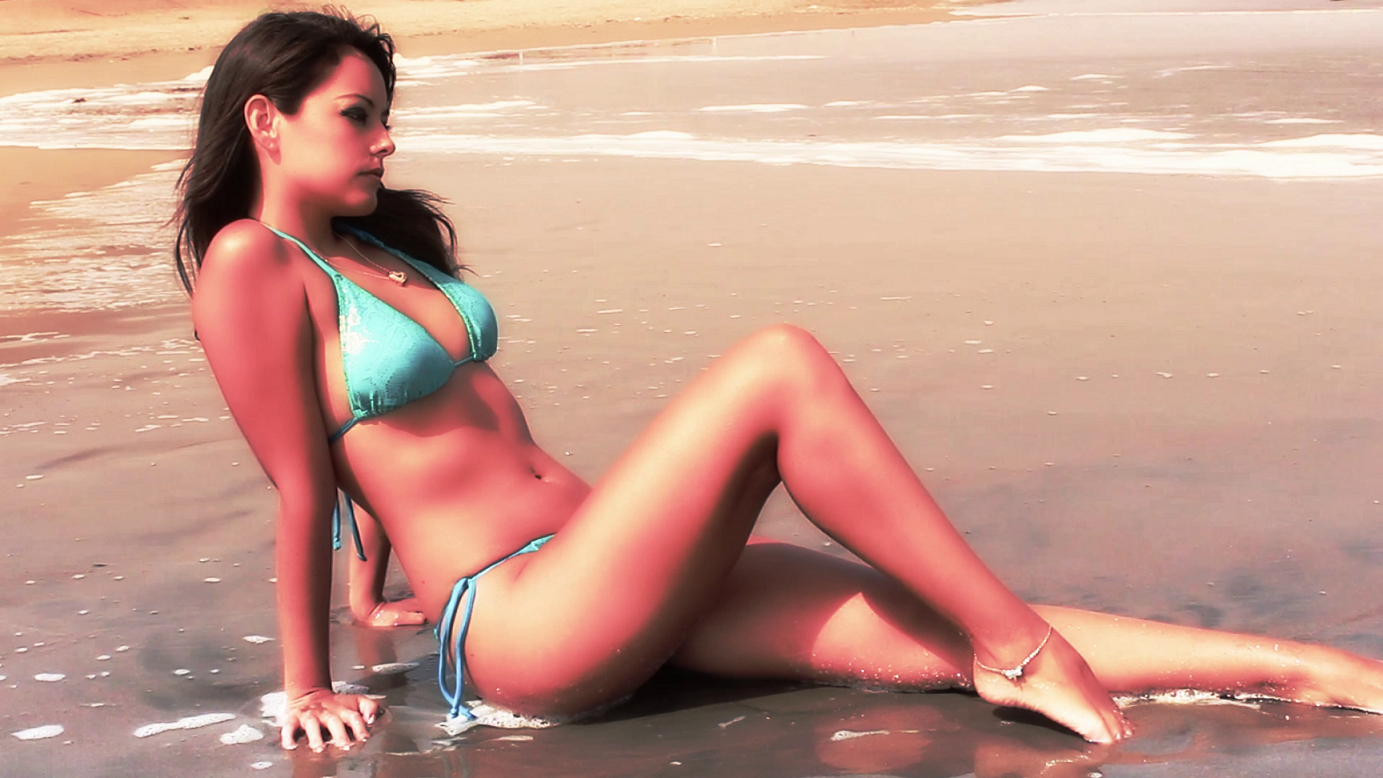
Modelo Gisella Nagaro Desulovich protagonista del videoclip Como tú

Ese mismo año se lanzó su primer videoclip "Como tú" con la modelo de ascendencia croata Gisella Nagaro Desulovich, con el cual recorrió todo Latinoamérica y obtuvo una gran aceptación por parte de los medios de comunicación y el público en general.

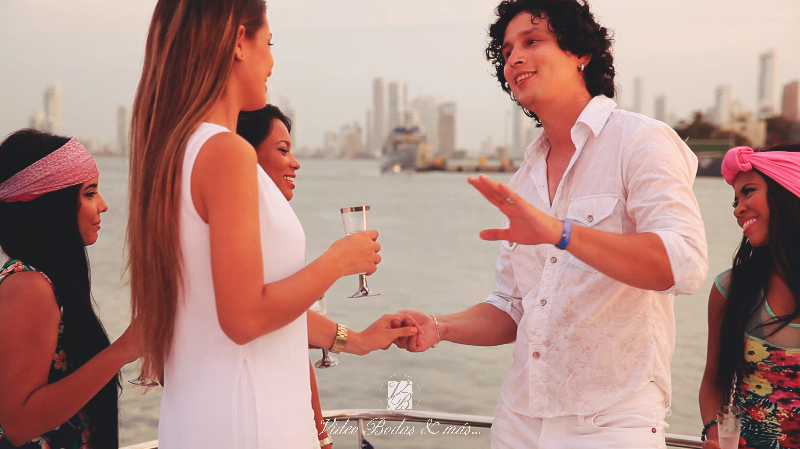
Imagen de videoclip de Vitaly Novich en Cartagena de Indias

El 2016 lanzó su álbum titulado "El Inspirado" de género urbano (Bachata / Latin pop), con la participación de varios compositores de renombre como el italo peruano José Medina Zuta, Carlos Rincón Ruiz y Aldo García (Dj Razta). Este disco fue grabado con la disquera Negro Music y con el productor dominicano Javier Peralta - Blue Sound Estudios en donde destacan las canciones Boquita de Caramelo, Eres y La chica más bonita. 
Ese año grabó en la ciudad de Cartagena de Indias - Colombia tres videoclips de este último material, utilizando los paisajes turísticos de la ciudad, playas, el centro histórico, hoteles de lujo, etc; con las modelos colombianas Cinthya Barrios, Keila Bustamante, Katty Monsalve, Melanny Vásquez, Evelyn Diaz y Helen Alvis. Además, grabó en Italia el videoclip de la bachata "La chica más bonita " protagonizado por la modelo aspirante a Miss Italia Taryn Piccinini. En Perú, grabó los videoclips de las canciones "Eres" y "Boquita de caramelo" con las famosas modelos Chris Soifer y Olinda Castañeda.

El 2016 fue elegido para representar al Perú en el Festival Internacional de la Canción de Punta del Este - Uruguay 2016, como intérprete del latin pop "Quiero que me quieras" autoría de Carlos Rincón Ruiz. Este certamen contó con la participación de 21 países tales como Brasil, Argentina, México, Suecia, Bélgica, Nigeria, Panamá, Cuba, entre otros. Entre los jurados destacaron Carlos Figueroa - Director de la Orquesta del Festival Internacional de la canción de Viña del Mar, Joaquín Calderón - cantautor español, Jose Loyola, entre otras personalidades del ambiente musical. Asimismo, como productor artístico, el 2017 llevó a su representante Joaquin Arrunategui a participar en dicho Festival, coronandose ganador a la Mejor Canción del Festival Internacional de la Canción de Punta del Este Edición 2017. 

El 4 de noviembre del 2019 contrajo matrimonio con Johana López, de nacionalidad venezolana. La pedida de mano se realizó en la Fiesta de Año nuevo en Venezuela, en la casa de los padres de Johana, frente a toda su familia. La Boda se realizó en Catacaos, en la casa de los abuelos de Vitaly - lugar donde pasó muchos años de su infancia, un día que el cantante describiría como el "más feliz de su vida".
El 2024 grabó en Medellín - Colombia la canción "La Casita" del autor Anthony Luna y con el feat de Chris MJ conocido por el tema "Una noche en medellín". El videoclip fue grabado en la Comuna 13 y tuvo como protagonista a su esposa e hijo. Gracias a esta canción hizo una gira en Colombia, visitando programas como Bravíssimo, Caracol 360, RCN internacional, Salio el Sol (City TV), Telecafe, Telecaribe, entre otros. Así mismo La Casita empezó a ser televisada por el canal HTV. El cantante anunció ese mismo año su retiro de la música, retirándose en el mejor momento de su carrera.

## Particularidades
La canción Como tú, compuesta por Carlos Rincón Ruíz y Tobías Vásquez es sound track oficial de la película americana The Knife of Don Juan (La Navaja de Don Juan) del director Thomas Sánchez que se estrenó el 2015 a nivel mundial.
El 2015 fueron elegidas 4 canciones del álbum "El Inspirado" por los reconocidos cantautores Pelo Madueño y Pedro Suárez-Vértiz, curadores oficiales del proyecto Radio BBVA para ser transmitidas a nivel nacional. Las canciones elegidas fueron Boquita de caramelo, Tu modo, Siempre te amaré y Eres 
El 2017 firmó contrato de Licencia de obra con el canal peruano Latina Televisión, quienes eligieron la canción y videoclip "Quiero que me quieras" para musicalizar su programación diaria; además su tema "Boquita de caramelo" ha musicalizado diferentes programas de la televisión peruana como Combate, Hola a Todos (Andina de Televisión ATV), Esto es Guerra y En boca de todos (América Televisión)

## Discografía
- "Como tu" (2014)
- "El Inspirado" (2016)

1. Boquita de caramelo (Autor: Pepe Medina)
2. Eres (Autor: Aldo García)
3. Un beso Tuyo (Autor: Aldo García)
5. Tu Modo (Autor: Pepe Medina)
6. Delirio (Autor: Pepe Medina)
7. Escúchalas Siempre (Autor: Pepe Medina)
8. Siempre te amaré (Autor: Pepe Medina)
9. La Chica más Bonita (Autor: Pepe Medina)